# پویایی اجتماعی
پویایی اجتماعی (به انگلیسی: Social dynamic) مطالعه رفتار گروه هاست که نتیجه تعاملات تک تک اعضای گروه هست و همچنین مطالعه از رابطه تعاملات فردی و رفتارهای سطح گروهی حاصل می‌شود.

## مرور کلی
حوزه پویایی اجتماعی ایده‌های اقتصاد، جامعه‌شناسی، روان‌شناسی اجتماعی و سایر رشته‌ها را زیرمجموعه ای از نظام تطبیقی پیچیده یا علم پیچیدگی گردهم می‌آورد. فرض اساسی این زمینه آنست که افراد تحت تأثیر رفتار یکدیگر قرار می‌گیرند. این زمینه ارتباط تنگاتنگی با پویایی نظام دارد. مانند پویایی نظام، پویایی اجتماعی به تغییرات در طول زمان توجه دارد و بر نقش بازخوردها تأکید می‌کند. با این حال، در پویایی‌های اجتماعی ، انتخاب‌ها و تعاملات فردی به‌طور معمول به عنوان منبع رفتارهای کلی تلقی می‌شوند، در حالی که پویایی نظام فرض می‌کند ساختار بازخوردها و تجمع‌ها مسئول پویایی سطح نظام هستند.
پژوهش‌های این زمینه معمولاً رویکرد رفتاری را در پیش می‌گیرد، با این فرض که افراد  منطقیاً منطقی هستند و بر اساس اطلاعات محلی عمل می‌کنند. مدل‌سازی ریاضی و محاسباتی ابزارهای مهمی برای مطالعه پویایی‌های اجتماعی هستند. این زمینه ناشی از کارهایی بود که در دهه ۱۹۴۰ توسط  نظریه‌پردازان بازی مانند دانکن و لوس و حتی کارهای پیشین ریاضیدان آرماند بورل انجام شد.
از آنجا که پویایی‌های اجتماعی بر رفتار سطح فردی متمرکز است و اهمیت ناهمگونی را در بین افراد تشخیص می‌دهد، نتایج تحلیلی دقیق اغلب غیرممکن است. در عوض، از تکنیک‌های تقریبی، مانند  تقریب میانگین میدان از فیزیک آماری، یا شبیه‌سازی کامپیوتری برای درک رفتارهای نظام استفاده می‌شود. برخلاف رویکردهای سنتی تر در اقتصاد، پژوهشگران پویایی اجتماعی اغلب به رفتارهای غیر تعادلی یا پویا علاقه دارند. یعنی رفتاری که با گذشت زمان تغییر می‌کند.

## موضوعات
- شبکه‌های اجتماعی
- انتشار فناوری‌ها و اطلاعات
- مشارکت
- هنجارهای اجتماعی

## همچنیبن ببینید
- نظام تطبیقی پیچیده
- علم پیچیدگی
- هوش جمعی
- نظام‌های پویا
- جی رایت فارستر
- پویایی گروه
- پژوهش در عملیات
- پویایی جمعیت
- پویایی نظام
- روان‌شناسی اجتماعی
- فروپاشی جامعه
- جامعه‌شناسی
- تکامل اجتماعی فرهنگی

## برای مطالعهٔ بیشتر
- ایزلی, دیوید; کلینبرگ, جان (2010). شبکه‌ها، جمعیت و بازارها. نیویورک: انتشارات دانشگاه کمبریج. ISBN 978-0-521-19533-1.
- جکسون, میتو او. (2008). شبکه‌های اجتماعی و اقتصادی. پرینستون، نیوجرسی: انتشارات دانشگاه پرینستون. ISBN 978-0-691-13440-6.

## پیوندهای بیرون
- Introduction to Social Macrodynamics
- Club of Rome report, quote: "We must also keep in mind the presence of social delays--the delays necessary to allow society to absorb or to prepare for a change. Most delays, physical or social reduce the stability of the world system and increase the likelihood of the overshoot mode"
- Northwestern Institute on Complex Systems—Institute with research focusing on complexity and social dynamics.
- Center for the Study of Complex Systems, University of Michigan—Center with research focusing on complexity and social dynamics.
- Social Dynamics course at the Kellogg School of Management.
- social-dynamics.org—Blog on Social Dynamics from Kellogg School of Management Social Dynamics Scholar
- https://archive.today/20020305021324/http://139.142.203.66/pub/www/Journal/vol3/iss2/art4/
- http://arquivo.pt/wayback/20090628232019/http://www-rcf.usc.edu/~read/connectionism_preface2.html
- "Historical Dynamics in a Time of Crisis: Late Byzantium, 1204–1453" (discussion of social dynamics from the point of view of historical studies)
- Watts, D.J.; Strogatz, S.H. (1998). "Collective dynamics of 'small-world' networks". Nature. 393 (6684): 440–442. Bibcode:1998Natur.393..440W. doi:10.1038/30918. PMID 9623998. S2CID 4429113.